# Trzech panów w łódce (nie licząc psa)
Trzech panów w łódce (nie licząc psa), oryginalny tytuł angielski Three Men in a Boat (To Say Nothing of the Dog) – humorystyczna powieść angielskiego pisarza Jerome'a K. Jerome'a, wydana w 1889 roku. Fabuła utworu obejmuje przygotowania i samą wycieczkę trzech młodych mężczyzn łodzią po Tamizie między Kingston i Oksfordem, a przerywana jest bardzo licznymi anegdotycznymi dygresjami. Powieść do dzisiaj jest uważana za jedno z najlepszych dzieł angielskiej literatury humorystycznej.

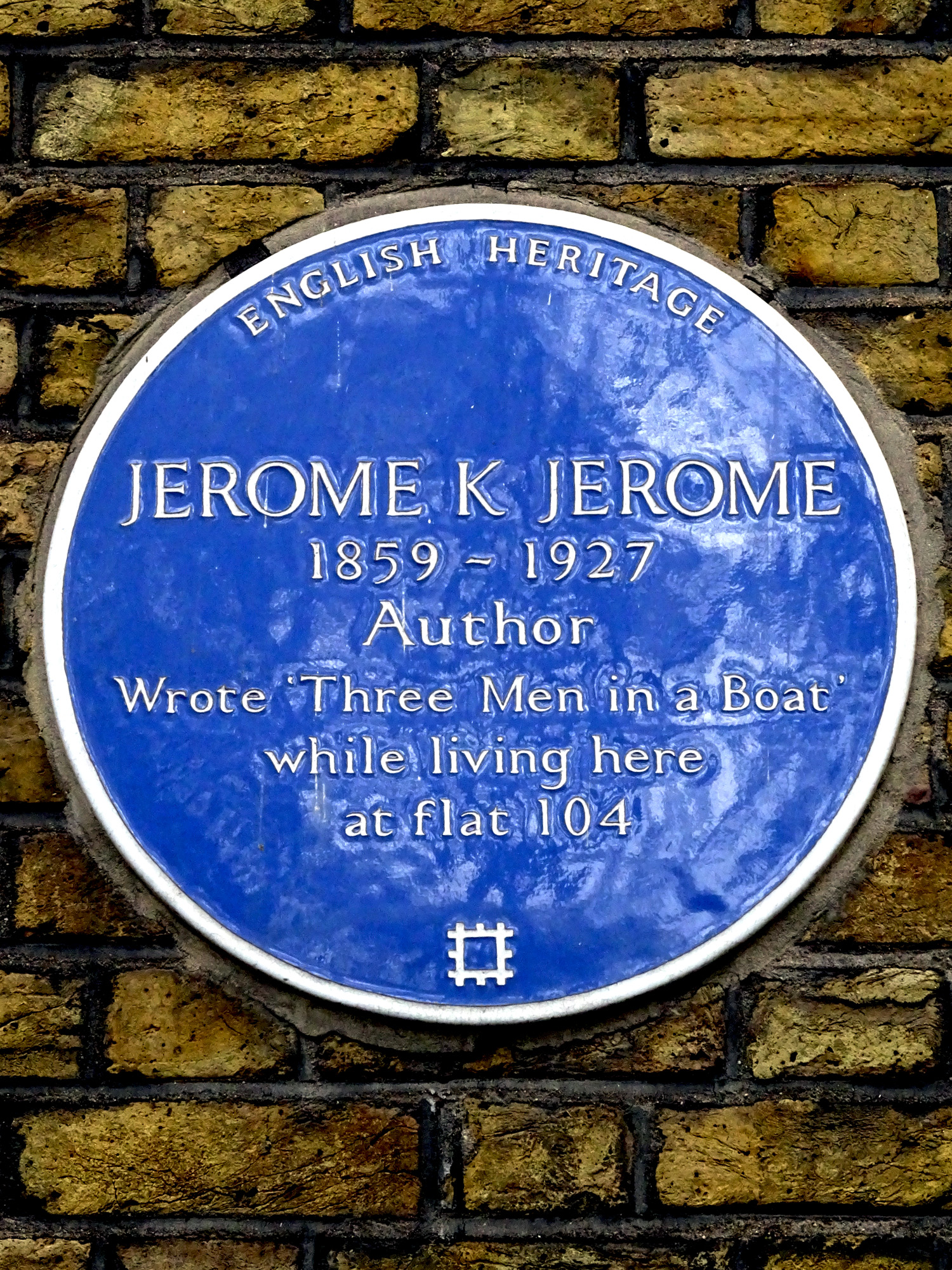
Tablica na londyńskim domu (91-104 Chelsea Gardens), w którym Jerome napisał "Trzech panów..."

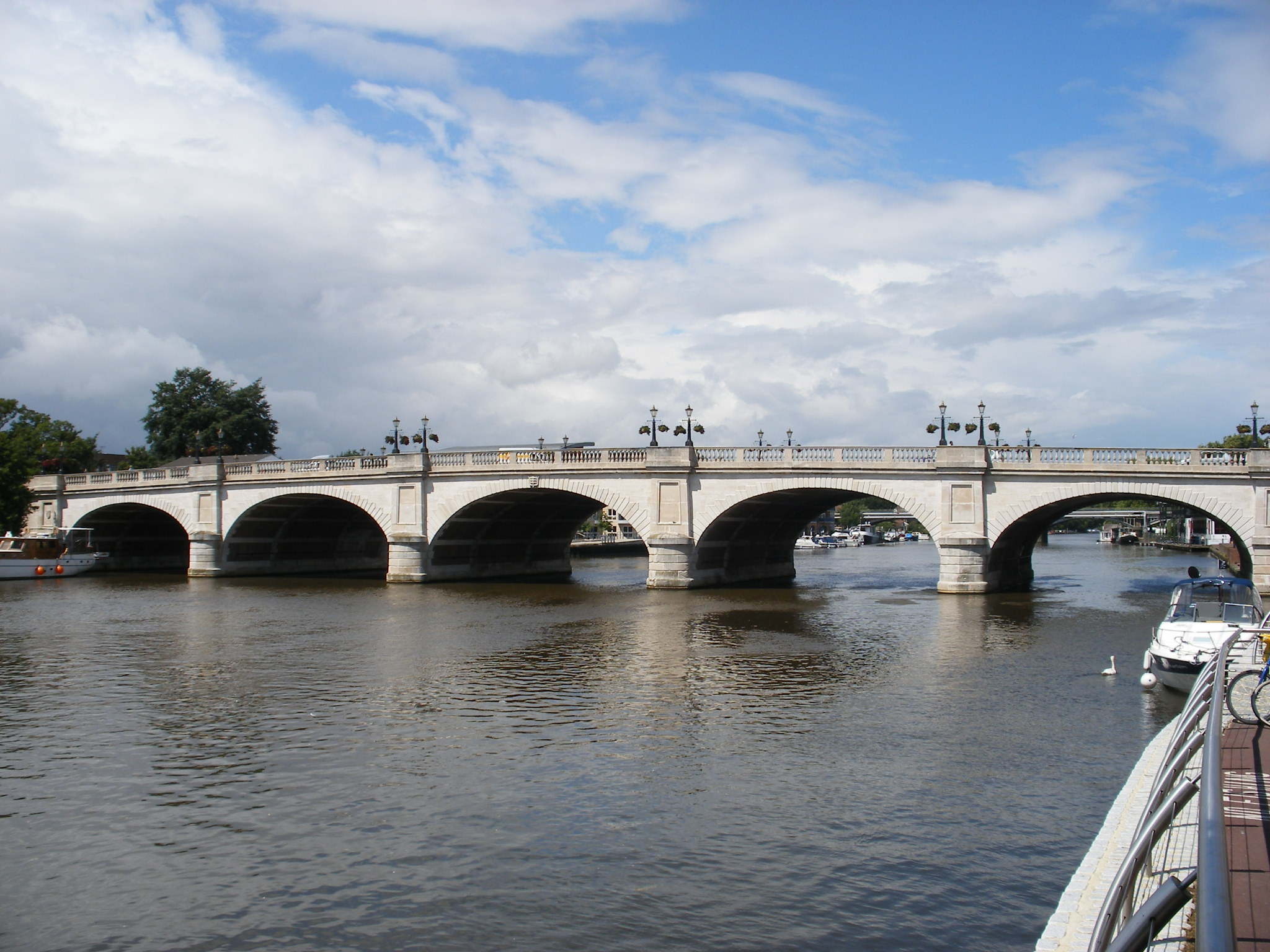
Most w Kingston, spod którego J. i Harris rozpoczęli wyprawę Tamizą

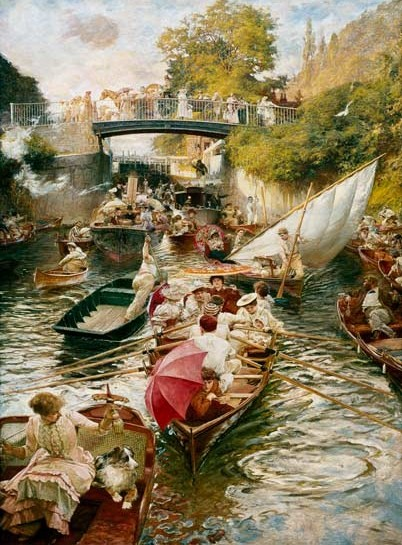
Śluza Boulter w niedzielne popołudnie na obrazie Edwarda Johna Gregory'ego z końca XIX w.

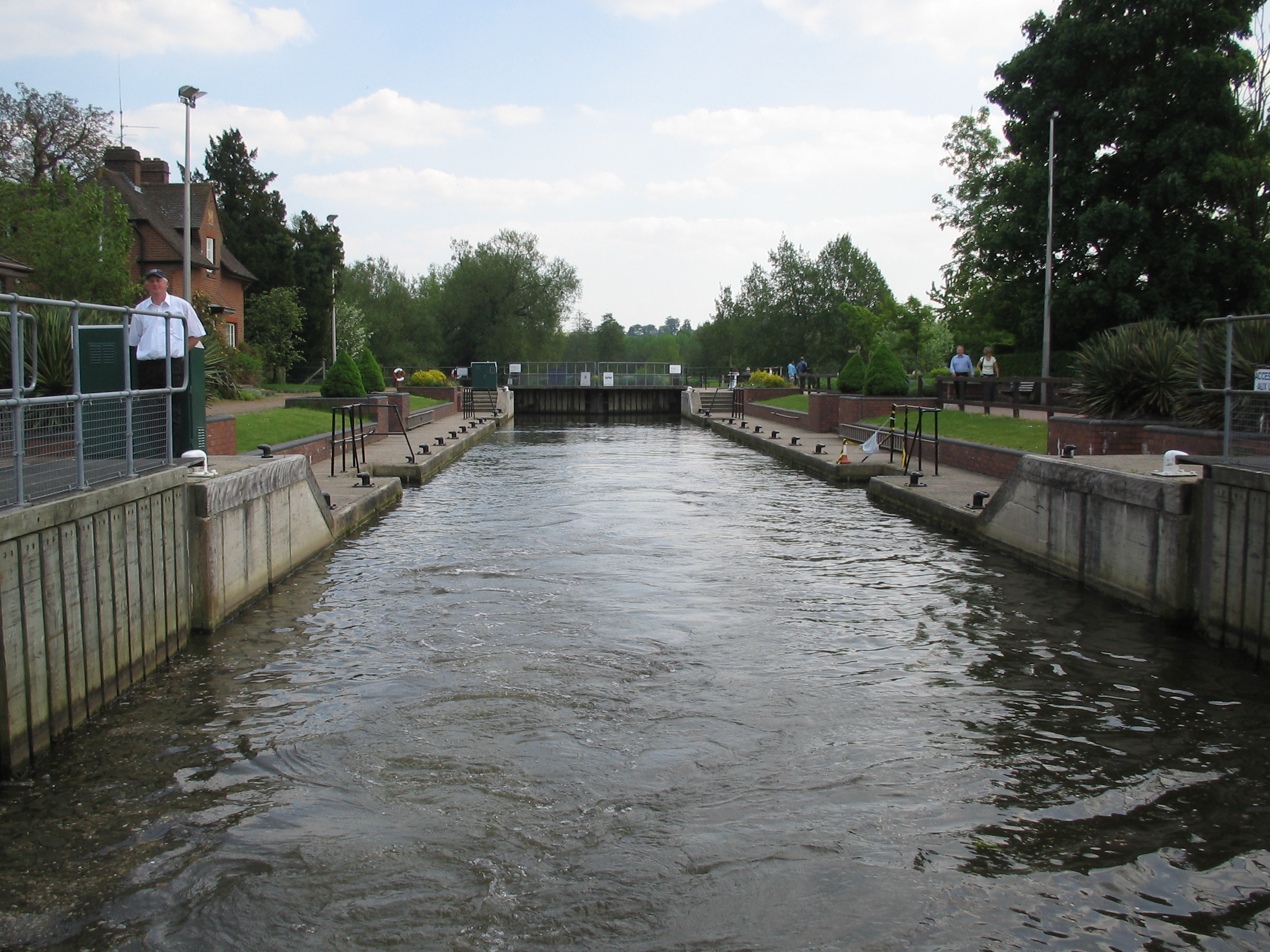
Śluza Hambleden, gdzie trzej panowie szukali wody

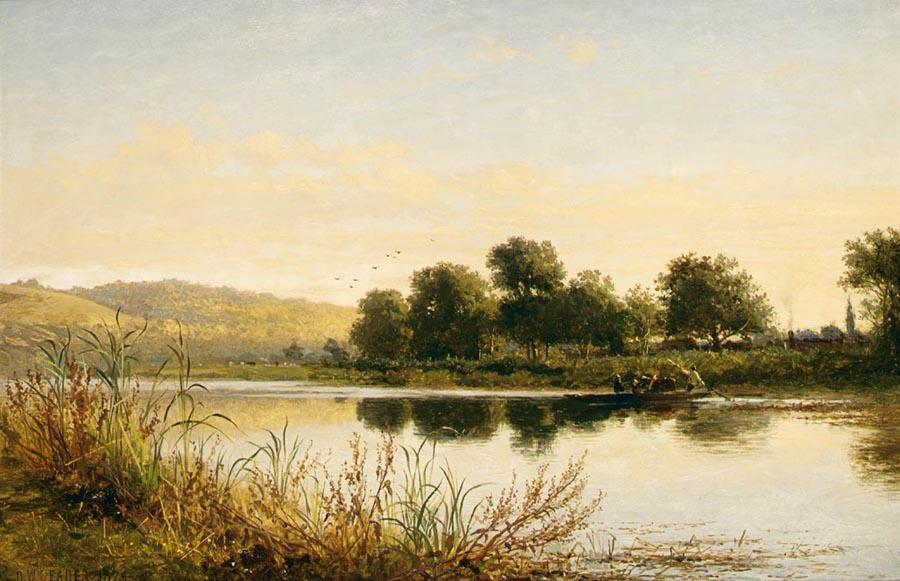
Tamiza pod Streatley na obrazie Benjamina Williamsa Leadera (zm. 1923)

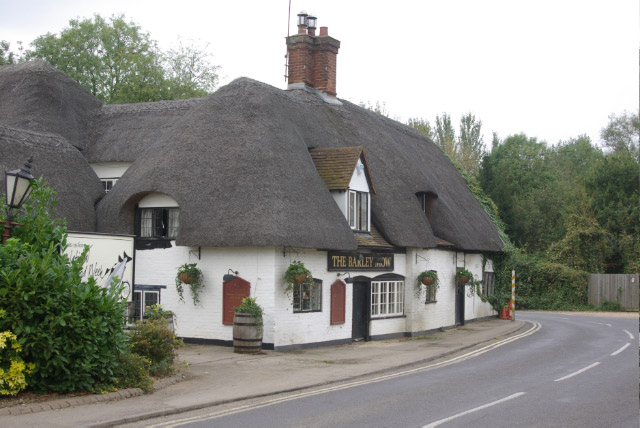
Barley Mow w Clifton Hampden: najciekawsza i najbardziej staroświecka gospoda nad górną Tamizą

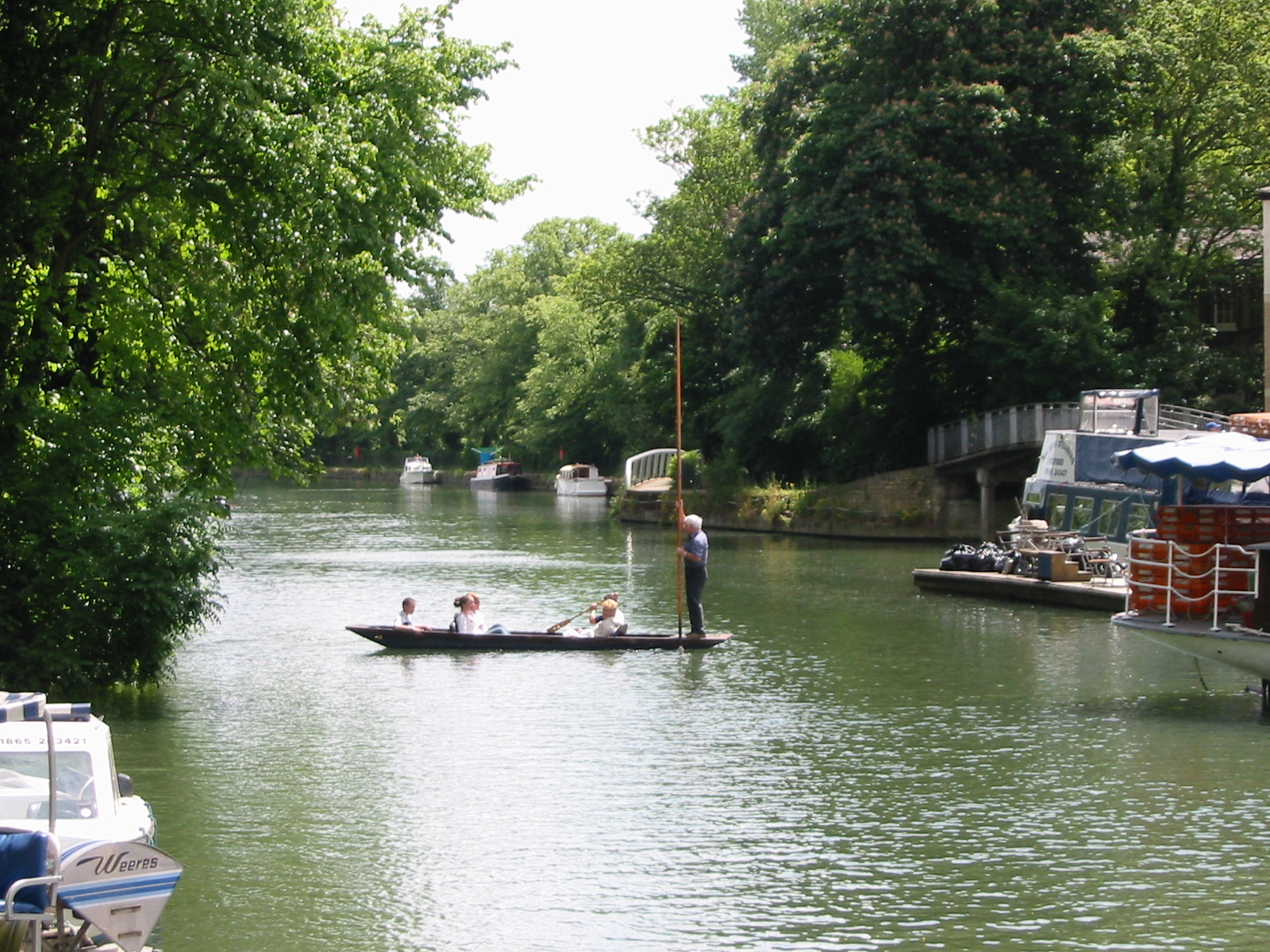
Łódź na Tamizie w Oksfordzie

Mapa podróży trzech panów

## Okoliczności powstania
Jerome K. Jerome pisał Trzech panów w łódce latem 1888 r., tuż po powrocie z podróży poślubnej, jak sam stwierdził – w stanie euforii. W pierwotnym zamiarze autora książka miała być przewodnikiem turystycznym opisującym atrakcje położone wzdłuż Tamizy (The Story of the Thames). Opis atrakcji położonych nad rzeką miał być okraszony garścią anegdot. Jerome zaczął pisanie właśnie od części humorystycznych, planując dodawanie poważnych opisów później. Jednak element komiczny bardzo rozrósł się podczas tworzenia. F.W. Robinson, wydawca pisma Home Chimes, dla którego Jerome pisał, doradził ostatecznie usunięcie większości z poważnych opisów (których Jerome stworzył też mniej niż planował), tak że stały się one niewielkimi tylko przerywnikami w humorystycznej opowieści. Za radą Robinsona Jerome zmienił także tytuł opowieści. Powstała w ten sposób powieść Three Men in a Boat (To Say Nothing of the Dog) była publikowana w odcinkach w Home Chimes od 1888 r., a w 1889 r. wydana jako książka przez J.W. Arrowsmitha.
Trzech głównych bohaterów powieści autor wzorował na postaciach autentycznych: pierwowzorem narratora (opisywanego za pomocą inicjału J.) był sam autor, a George'a i Harrisa jego przyjaciele George Wingrave (urzędnik bankowy, później menedżer w Barclays Bank) i Carl Hentschel (założyciel dobrze prosperującej drukarni, urodzony w Łodzi syn emigrantów z Polski) – razem często podejmowali oni wyprawy łódką po Tamizie (także zanim stały się one jeszcze popularne); występujący w powieści pies imieniem Montmorency jest fikcyjny.

## Fabuła i charakterystyka
Bohaterami powieści są trzej młodzi mężczyźni: J. (narrator), Harris (właściwie William Samuel Harris) i George (w tłumaczeniu K. Piotrowskiego Jerzy, pracownik banku), oraz należący do J. pies Montmorency. Powieść rozpoczyna opis ich spotkania u J., podczas którego rozmawiają o chorobach, na które cierpią wskutek "przepracowania". Podczas dyskusji wpadają na pomysł wyjazdu na krótkie wakacje. Rozważane są różne sposoby spędzenia wolnego czasu (m.in. wycieczka morska). Ostatecznie trzej panowie postanawiają wybrać się na dwutygodniową wycieczkę łodzią po Tamizie, z Kingston do Oksfordu i z powrotem. Kolejne rozdziały książki zawierają opis przygotowań do podróży, głównie związanych z planowaniem i pakowaniem ekwipunku.
Pozostała część opowieści dotyczy podróży po rzece i zdarzeń, które w jej trakcie następują. Pozbawioną zasadniczo dramatycznych wydarzeń fabułę przeplatają opisy historycznych miejscowości nad Tamizą (często przedstawionych w humorystyczny sposób) oraz bardzo liczne dygresje zawierające komiczne anegdoty na różne tematy, nawiązujące mniej lub bardziej bezpośrednio do zdarzeń w trakcie podróży. Stanowią one często wspomnienia narratora o przyjaciołach lub krewnych, stawiające ich w niezbyt korzystnym świetle, zwykle w przeciwieństwie do samego narratora. Najczęściej anegdoty te dotyczą spraw związanych z pływaniem łódkami i trudności, jakie stanową one dla osób niedoświadczonych i nieostrożnych, potrafią jednak sięgać tak oddalonych od wycieczki tematów jak wieszanie obrazu na ścianie. Cały główny wątek skupia się na trzech bohaterach, inne osoby pojawiają się w powieści wyłącznie jako postacie epizodyczne lub bohaterowie anegdot.
Panowie obozują pod gołym niebem i w hotelach, przyrządzają posiłki, przepływają przez śluzy. Zwiedzają nadrzeczne miasteczka, zachwycając się nie tylko zabytkami, ale i karczmami (których znawcą jest Harris). Nieustająco spierają się o to, który z nich dotąd najwięcej się napracował i który powinien teraz usiąść do wioseł czy pociągnąć hol łodzi. Po tygodniu podróży docierają do Oksfordu, który miał być ostatnim ich przystankiem w drodze w górę Tamizy. Ponieważ od momentu wyruszenia w drogę powrotną w dół rzeki panuje deszczowa pogoda, wycieczka przestaje im sprawiać radość. Po dwóch dniach docierają do Pangbourne, gdzie wbrew swojemu pierwotnemu planowi pozostawiają łódź i wracają do Londynu pociągiem.
Wyprawa, której opis stanowi główny element powieści i pretekst do wielu dygresji, odpowiada typowym wycieczkom tego czasu (moda na wycieczki rzeczne nastała w latach 70. XIX w., gdy zaczął zanikać handlowy transport drogą wodną). Książka opisuje także inne ówczesne mody (ubiór żeglarski, gra na banjo, fotografia), co stanowi element obrazu obyczajowości ówczesnej Anglii, ukazanego w tle powieści. Pochodzący z "Trzech panów w łódce" popularny cytat (oddający przewrotny humor powieści oraz zachowanie jej bohaterów, unikających wysiłku jak ognia): I like work, it fascinates me. I can sit and look at it for hours, zdaniem P. Wallera stanowi świetne podsumowanie wiktoriańskiej etyki pracy.
Komizm powieści w dużej mierze opiera się na humorze sytuacyjnym (często o charakterze farsowym), ale także na ironii, której przedmiotem są typowe ludzkie słabości. Bohaterowie (którzy są ludźmi z krwi i kości, podobnymi do czytelników książki, co było jednym z powodów jej popularności) narzekają na statki parowe pływające Tamizą i próbują za wszelką cenę im przeszkadzać; innym z kolei razem – gdy sami są holowani przez taki statek – narzekają na łódki zagradzające mu drogę. Zarzekają się, że powrócą zgodnie z planem łodzią do Londynu mimo niesprzyjającej pogody, a następnie porzucają łódź w połowie drogi i wracają do domu pociągiem. Chwalą się swoimi umiejętnościami czy cnotami, kiedy jednak przychodzi do ich pokazania w praktyce, okazuje się, że ich nie posiadają. Sama wycieczka stanowi w pewnym stopniu parodię dalekiej i niebezpiecznej wyprawy, na miarę skromnych możliwości i chęci bohaterów.

## Krytyka i popularność
Twórczość Jerome'a była przyjmowana przez krytyków dość chłodno. W swoich książkach stosował typowy dla dziennikarstwa lekki styl i komizm, potoczny język. Po wydaniu w 1886 r. jego pierwszej powieści Idle Thoughts of an Idle Fellow wielu z nich nie doceniło specyficznego dowcipu książki i porównali go z amerykańskim (co stanowiło przyganę), krytykowali także język jako wulgarny – "Punch" przerobił nawet nazwisko Jerome'a na 'Arry K. 'Arry, nawiązując do obecnego w ustach bohaterów książki, a popularnego wówczas wśród robotników pomijania litery "H" na początku wyrazu. Również i Trzech panów w łódce nie wzbudziło entuzjazmu krytyków – "Saturday Times" krytykował potoczny język używany w książce, a także to, że zarówno życie opisywane w książce jak i humor w niej wykorzystany są ograniczone i bardzo prostackie. Taka postawa ówczesnej krytyki wpisywała się zresztą w ogólną tendencję krytyki tych czasów, cechującą się wrogością wobec literatury skierowanej do szerszego kręgu odbiorców, a nie tylko elit. Zarówno język, jak i tematyka odpowiadają powszedniemu dniu niższych klas średnich, a niektóre ustępy w książce ukazują konflikty społeczne na tym tle (np. passus ukazujący w złym świetle właścicieli ziemskich zabraniających biwakowania na należących do nich brzegach Tamizy, co faktycznie zresztą stanowiło problem z tych czasów w związku z "demokratyzacją" takich rozrywek jak pływanie łódką).
Mimo kiepskich recenzji książka stała się bestsellerem: liczba sprzedanych egzemplarzy w ciągu pierwszych kilkunastu lat w samej tylko Wielkiej Brytanii i Stanach Zjednoczonych przekroczyła milion. Książkę przetłumaczono na wiele języków, poczynając już od pierwszych lat po jej wydaniu. W Rosji powieść stała się tak popularna, że opublikowano tam inną książkę, której autor podszył się pod Jerome'a. Jerome zyskał wielką popularność, która pozwoliła mu na zawodowe zajęcie się pisaniem.
W 1900 r. Jerome K. Jerome opublikował kontynuację Trzech panów w łódce, zatytułowaną Three Men on the Bummel (Bummel oznacza w języku niemieckim wędrówkę, w wydaniu amerykańskim książka nosi tytuł Three Men on Wheels, w różnych polskich wydaniach tytuł był różnie tłumaczony: Trzej panowie na rowerach, Trzech panów na rowerach, Trzech panów w Niemczech (tym razem bez psa), Włóczęga trzech panów, Włóczęga w trójkę), tym razem zawierający opis podróży trzech bohaterów, szukających ucieczki od żon i dzieci, po Niemczech. Książka ma podobny charakter do Trzech panów w łódce, zawiera pełen anegdot opis podróży po Niemczech na rowerach – co wynika m.in. z zastąpienia popularności wycieczek łódką modą na przejażdżki rowerowe. Również była inspirowana podróżą tej samej trójki po Schwarzwaldzie, a następnie kolejnymi podróżami po Niemczech (sam Jerome kilka lat tam mieszkał).
Popularność Trzech panów w łódce nie ograniczyła się do pierwszych lat po jej wydaniu: powieść wciąż jest drukowana i wydawana, w rankingu powieści wszech czasów pisma "The Guardian" z 2003 r. znalazła się na miejscu 33. Doczekała się także uznania krytyków i historyków literatury, w latach 90. XX w. została opublikowana w szeregu liczących się serii wydawniczych prezentujących klasykę literatury angielskiej.
Powieść była wielokrotnie przenoszona na ekrany filmowe i telewizyjne. Pierwsza z adaptacji pojawiła się już w 1920 r.; wśród późniejszych była adaptacja telewizyjna BBC z 1975 r., w której jedną z głównych ról zagrał Michael Palin. Komedię muzyczną opartą na powieści Jerome'a nagrano też w Związku Radzieckim w 1979 r. (Трое в лодке, не считая собаки). Powieść stała się także podstawą muzycznego słuchowiska radiowego BBC z 1962 r. Od 2006 r. telewizja BBC corocznie w okresie noworocznym przedstawia inspirowane powieścią Jerome'a dwuodcinkowe produkcje.
Wielu miłośników książki odtwarza podróż jej bohaterów, co jest łatwe dzięki jej szczegółowemu opisowi. Duża część trasy, którą trzech panów podróżowało, pozostała do dzisiaj niezmieniona, a liczne puby i hotele opisane w książce wciąż funkcjonują.
Hołd książce Jerome'a złożyła Connie Willis własną powieścią fantastyczną z 1997 r. Nie licząc psa (autorka zdobyła za nią nagrody Hugo i Locusa).

## Polskie wydania i tłumaczenia
Trzech panów w łódce zostało wydane po polsku w 1912 (jednak pod innym tytułem: Trzech starszych panów w jednej łódce (oprócz psa)). Kilka lat wcześniej wydano po polsku kontynuację Trzech panów w łódce: Three Men on the Bummel.
Po II wojnie światowej powieść wydano w 1956 r. nakładem wydawnictwa "Iskry"; przekładu (wielokrotnie później wznawianego) dokonał Kazimierz Piotrowski. Kolejnych przekładów Trzech panów w łódce (nie licząc psa) dokonywali Tomasz Bieroń (dla wydawnictwa Zysk i S-ka, 1998 r.) i Magdalena Gawlik-Małkowska (dla wydawnictwa Vesper, 2007 r.). Kilkakrotnie wydawano też (w różnych tłumaczeniach i pod różnymi tytułami) Trzech panów na rowerach.